# 1163
Cette page concerne l'année 1163  du calendrier julien.
L'année 1163 est une année commune qui commence un mardi.

## Événements
- 14 mai[1] : mort du calife Almohade Abd al-Mumin. Début du règne de son fils Abu Yaqub Yusuf (fin en 1184). Les Almohades sont maîtres de l’Afrique du Nord de Marrakech à Tripoli. Abu Yaqub Yusuf achève la pacification de l’Espagne.
- Mai : Nur ad-Din est battu par les Croisés à la Bocquée (al-Buqay’a) alors qu’il marchait contre le comté de Tripoli[2].
- Août : le vizir Shawar est renversé en Égypte par un de ses lieutenants, Dirgham. Il quitte l’Égypte pour se réfugier en Syrie où il cherche à obtenir le soutien de Nur ad-Din pour reprendre le pouvoir, lui promettant de rembourser les frais de l’expédition, de reconnaître sa suzeraineté sur l’Égypte et de lui verser le tiers des recettes annuelles de l’État[3].
- Septembre : Amaury Ier de Jérusalem profite de la confusion qui règne en Égypte pour l’envahir, prétextant que le tribut convenu de 60 000 dinars n’a pas été payé à temps. Il met le siège devant Bilbeis dans le delta[4]. La crue du Nil, avec la rupture de quelques digues, encercle les assiégeants, qui ont juste le temps de regagner la Palestine.
- Octobre : Nur ad-Din, après quelques hésitations, autorise l’envoi d’un corps expéditionnaire en Égypte, dirigé par Shirkuh, son homme de confiance[5].

- Début du règne de Ghiyath al-Din Muhammad (en) sur le Khorassan (fin en 1203), associé à son frère Muhammad Ghûrî  (dynastie Ghuride)[6].

### Europe

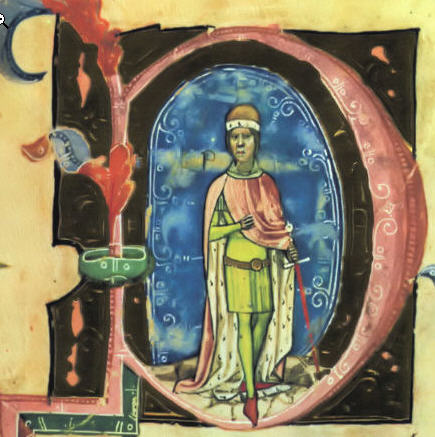
Étienne IV de Hongrie.

- 14 janvier : mort de Ladislas II de Hongrie. Son frère Étienne IV est couronné roi de Hongrie le 27 janvier grâce à une intervention byzantine (fin de règne le 19 juin). Le jeune Étienne III de Hongrie doit lutter contre son oncle pour le pouvoir. Il obtient l’aide  de Frédéric Barberousse[7].

- 24 mars : le pape Alexandre III, qui a fui Rome en 1162, fête Pâques à Paris. Début supposé des travaux de construction de Notre-Dame de Paris par l’évêque Maurice de Sully[8] (fin en 1275).

- 19 mai : concile de Tours contre l’hérésie cathare dans le sud de la France[9].

- 19 juin : début du second règne d’Étienne III de Hongrie après sa victoire sur son oncle Étienne IV[10] dans les environs de Székesfehérvár[7] (fin en 1172).
- 21 juin, Philippes : début d’une campagne de Manuel Ier Comnène contre la Hongrie ; arrivé à Belgrade, il apprend la victoire d’Étienne III de Hongrie. Il négocie avec lui en proposant un mariage entre sa fille Maria et le frère cadet du roi, Béla, qui prend le nom d’Alexis et est déclaré héritier de l’empire[11] (1163-1168). Stefan Nemanja obtient le titre de zupan de l’empereur[12].

- 1er juillet : assemblée de Woodstock. Brouille entre le roi Henri II d’Angleterre et Thomas Becket qui refuse d’autoriser la levée du danegeld sur les terres du clergé[13]. Dernière levée du danegeld en Angleterre.
- 30 septembre : le pape Alexandre III arrive à Sens (1163-1165)[14]. En 1164, il y reçoit Thomas Becket aux prises avec Henri II d’Angleterre[15].
- 1er octobre : assemblée de Westminster réunie par le roi d’Angleterre, qui demande l’abrogation de toute demande d’exemption des juridictions civiles et que soit reconnue l’égalité de tous les sujets devant la loi. Vive opposition des évêques et du primat Thomas Becket[16].

- Octobre : début de la troisième campagne de Frédéric Barberousse en Italie. Il s’allie avec Gênes et Pise dans l’intention d’attaquer le royaume normand de Sicile en mai 1164, mais la rivalité entre les deux villes, la faiblesse des effectifs et l’échec de la révolte des barons normands fait échouer le projet[17]. Malade, l’empereur doit se retirer en septembre 1164 après un échec contre la ligue de Vérone[18].

- 21 décembre : inondation de la Saint-Thomas aux Pays-Bas[19].

- Boleslas le Frisé restitue la Silésie aux fils de Ladislas II le Banni, Mieszko IV Jambes Mêlées et Boleslas Ier le Long[20]. La Silésie est annexée au Saint-Empire. Elle est divisée en duchés de Basse et de Haute Silésie au profit de la famille des Piast. Breslau en est la capitale.

- Couronnement de Magnus Erlingsson  roi de Norvège à Bergen (1163 ou 1164). Il règne d’abord sous la régence de son père Erling. Pour affermir l’autorité du jeune roi, l’archevêque Eysteinn le sacre selon le rite en usage dans tout l’Occident. C’est la première cérémonie de ce genre en Scandinavie (fin de règne en 1177). Établissement d’une loi de succession au trône sous l’influence de l’Église, basée sur le principe héréditaire[21].
- Eckbert de Schönau, dans son Sermones contra catharos (Sermons contre les cathares) dénonce les cathares comme les adeptes d'une hérésie dualiste et leur reproche d'avoir « eux-mêmes assumé cette appellation de purs » (du grec katharos)[22].